# Список экорегионов Камбоджи
Ниже приведен список экорегионов Камбоджи.

## Тропические и субтропические влажные широколиственные леса
- Влажные тропические леса гор Чыонгшон (Аннамских гор) (Вьетнам, Камбоджа, Лаос).
- Влажные тропические леса гор Кравань (Кардамоновых гор) (Камбоджа, Таиланд).

## Тропические и субтропические сухие широколиственные леса
- Сухие широколиственные леса центральной части Индокитая (Бирма, Вьетнам, Камбоджи, Лаос, Таиланд)

## Пресноводные экорегионы
- Меконг. (Бирма, Вьетнам, Камбоджа, Лаос, Таиланд)